# Democratische Alliantie (Griekenland)
De Democratische Alliantie (Grieks: Δημοκρατική Συμμαχία - ΔΗ.ΣΥ., Dimokratiki Symmachia - DISY) is een centristisch liberale politieke partij in Griekenland. De partij werd op 21 november 2010 opgericht door Dora Bakoyannis, nadat ze uit het centrumrechtse Nea Dimokratia werd gezet.
Bij de Griekse parlementsverkiezingen mei 2012 kreeg de Democratische Alliantie 160.280 stemmen (2,6%) en haalde daardoor net de kiesdrempel niet. Vier weken voor de Griekse parlementsverkiezingen juni 2012 trad Bakoyannis weer toe tot Nea Dimokratia. Sindsdien is de partij inactief en deed niet mee aan de Griekse parlementsverkiezingen van juni 2012.

## Vertegenwoordiging
De partij heeft een afgevaardigde in het Europees Parlement:
Theodoros Skylakakis.

## Politieke posities
Sommige standpunten, uiteengezet in de oprichtingsverklaring, zijn:
- Een drastische verlaging van de belastingen, door 20% vlaktaks. Dit tarief zou niet van toepassing zijn op mensen met een echt laag inkomen, als hij[bron?] zou worden aangevuld met een systeem dat de thans bestaande belastingverlagingen vervangt met negatieve belastingen.
- Een vermindering van het aantal ambtenaren en de afschaffing van de ambtstermijn, die het mogelijk maakt de regering te laten functioneren met 2/3 van het huidige personeelsbestand. Dit zou gepaard gaan met een verhoogde salaris, voor degenen die blijven, dat zou worden gebaseerd op prestatie-evaluaties.
- De invoering van een geheime stemming om stakingen tegen te gaan.
- Introductie van leerrechten.